# Yekaterina Mirónova
Yekaterina Stepánovna Mirónova –en ruso, Екатерина Степановна Миронова– (Krasnoyarsk, 3 de noviembre de 1977) es una deportista rusa que compitió en skeleton. Ganó una medalla de plata en el Campeonato Mundial de Skeleton de 2003.

## Palmarés internacional
| Campeonato Mundial | Campeonato Mundial | Campeonato Mundial | Campeonato Mundial |
| Año                | Lugar              | Medalla            | Prueba             |
| ------------------ | ------------------ | ------------------ | ------------------ |
| 2003               | Nagano (Japón)     | Medalla de plata   | Individual         |